# Menno Willems
Menno Willems (Amsterdam, 10 marzo 1977) è un allenatore di calcio ed ex calciatore olandese, di ruolo difensore.